# Kviddtjärnen (Nora socken, Västmanland)
Kviddtjärnen är en sjö i Nora kommun i Västmanland och ingår i Göta älvs huvudavrinningsområde.